# اس‌تی ووربد
اس‌تی ووربد (به انگلیسی: ST Voorbode) یک کشتی بود.